# Alexandra Coletti
Alexandra Coletti (Monte Carlo, 8 agosto 1983) è un'ex sciatrice alpina italiana naturalizzata monegasca a partire dalla stagione 2005-2006.

## Biografia

### Stagioni 1999-2006
Specialista delle gare veloci, fu campionessa italiana juniores in supergigante nel 1999 ed entrò a far parte all'inizio della stagione seguente della squadra italiana di Coppa Europa, debuttando nel circuito il 10 dicembre 1999 a Limone Piemonte in slalom gigante senza completare la prova. L'esordio in Coppa del Mondo avvenne il 24 febbraio 2001 nella discesa libera di Lenzerheide, che non portò a termine; per ottenere i primi punti della competizione dovette aspettare il 6 dicembre 2003 con il 22º posto nella discesa libera di Lake Louise.
Per i colori azzurri il suo miglior risultato in Coppa del Mondo fu il 21º posto nel supergigante di Megève, nel gennaio successivo, mentre in Coppa Europa conquistò il primo podio il 2 febbraio 2005 a Sarentino (2ª in discesa libera). Prima dell'inizio della stagione 2005-2006 entrò a far parte della nazionale del Principato di Monaco; quindi partecipò ai XX Giochi olimpici invernali di Torino 2006, sua prima presenza olimpica, classificandosi 31ª nella discesa libera, 41ª nel supergigante e 33ª nello slalom speciale, mentre non concluse lo slalom gigante e la combinata.

### Stagioni 2007-2015
Entrò per l'unica volta tra le migliori quindici in una gara di Coppa del Mondo con il 15º posto nella discesa libera di Val-d'Isère del 19 dicembre 2006; ai Mondiali di Åre 2007, suo debutto iridato, fu 25ª nella discesa libera, 23ª nel supergigante e non concluse lo slalom gigante. Due anni dopo ai Mondiali di Val-d'Isère 2009 non concluse nessuna delle tre gare in cui aveva preso il via (discesa libera, supergigiante e supercombinata).
Fu portabandiera della squadra monegasca durante la cerimonia di apertura dei XXI Giochi olimpici invernali di Vancouver 2010, nei quali fu 24ª nella discesa libera, 25ª nel supergigante, 19ª nella supercombinata e non concluse lo slalom gigante. Ai Mondiali di Garmisch-Partenkirchen 2011 si classificò 24ª nella discesa libera, 30ª nel supergigante e 22ª nella supercombinata, mentre a quelli di Schladming 2013 chiuse 29ª nella discesa libera e non terminò supergigante e supercombinata. L'anno dopo, ai XXII Giochi olimpici invernali di Soči 2014, non portò a termine né la discesa libera, né la supercombinata); ai Mondiali di Vail/Beaver Creek 2015 si classificò 21ª nella discesa libera e non completò il supergigante e la combinata.

### Stagioni 2016-2019

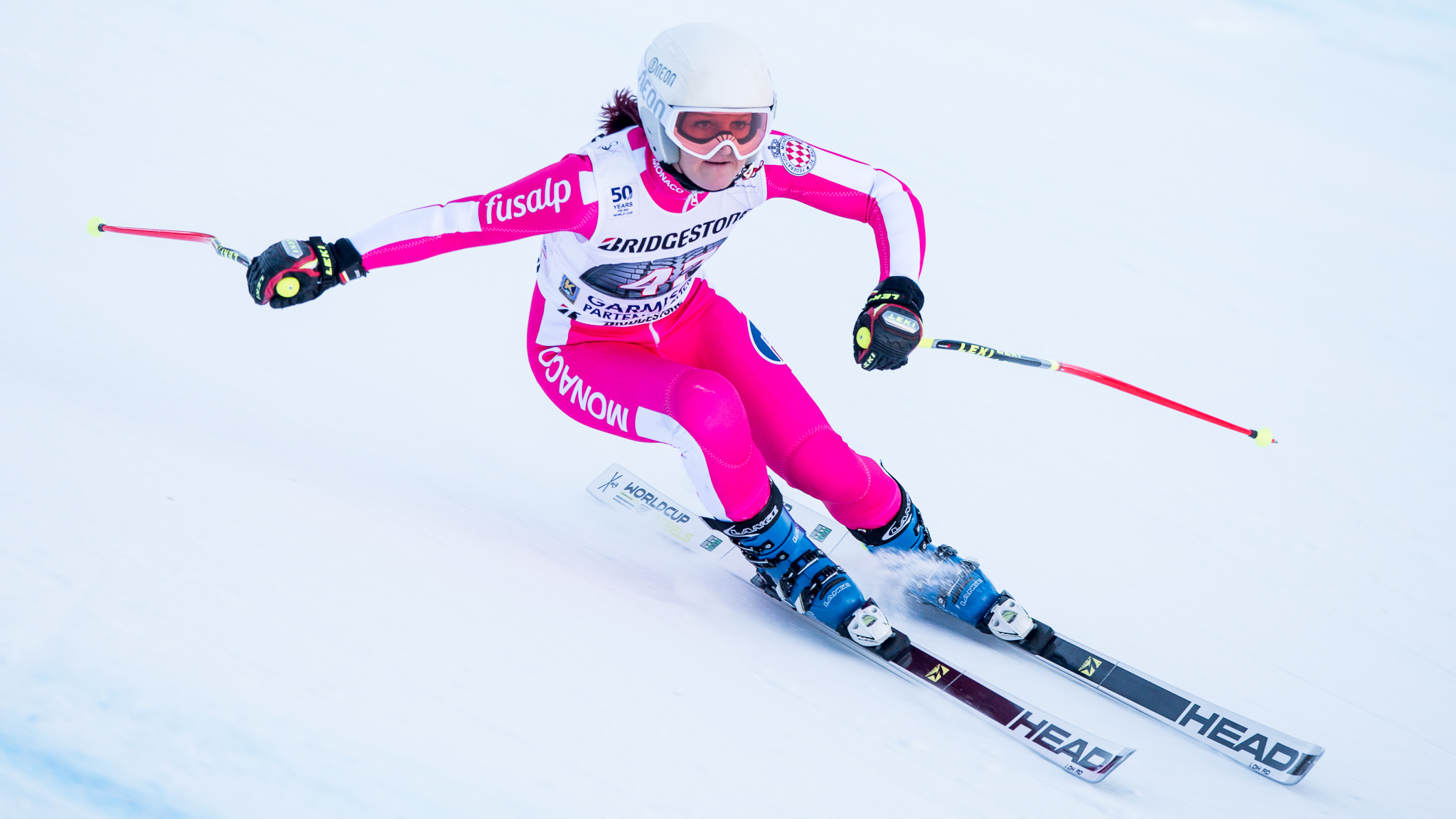
Alexandra Coletti in gara a Garmisch-Partenkirchen nel 2017

Il 15 gennaio 2016 conquistò il secondo e ultimo podio in Coppa Europa, ad Altenmarkt-Zauchensee in discesa libera (3ª), e l'anno dopo ai Mondiali di Sankt Moritz 2017 si classificò 28ª nella discesa libera e non completò né il supergigante né la combinata. Ai XXIII Giochi olimpici invernali di Pyeongchang 2018, sua ultima presenza olimpica, si classificò 27ª nella discesa libera e 30ª nel supergigante.
L'anno dopo prese per l'ultima volta il via in Coppa del Mondo, il 24 febbraio a Crans-Montana senza completare la gara, e partecipò ai Mondiali di Åre, suo congedo iridato, dove fu 27ª nella discesa libera e non completò la combinata. Si ritirò al termine di quella stessa stagione 2018-2019 e la sua ultima gara fu un supergigante FIS disputato il 10 aprile a Serre Chevalier, chiuso dalla Coletti al 5º posto.

## Palmarès

### Coppa del Mondo
- Miglior piazzamento in classifica generale: 86ª nel 2007

### Coppa Europa
- Miglior piazzamento in classifica generale: 45ª nel 2002
- 2 podi:
  - 1 secondo posto
  - 1 terzo posto

#### Coppa Europa - gare a squadre
- 1 podio:
  - 1 terzo posto

### South American Cup
- Miglior piazzamento in classifica generale: 3ª nel 2006
- Vincitrice della classifica di slalom speciale nel 2006
- 5 podi:
  - 2 vittorie
  - 2 secondi posti
  - 1 terzo posto

#### South American Cup - vittorie
| Data              | Località  | Paese     | Specialità |
| ----------------- | --------- | --------- | ---------- |
| 1º settembre 2005 | La Parva  | Cile      | DH         |
| 6 settembre 2005  | Las Leñas | Argentina | SL         |

Legenda:

DH = discesa libera

### Campionati italiani
- 1 medaglia[3]:
  - 1 bronzo (supergigante nel 2003)

### Campionati monegaschi
- 4 medaglie:
  - 4 ori (discesa libera, supergigante nel 2016; discesa libera nel 2017; discesa libera nel 2019)